# Гнарп
Гнарп (швед. Gnarp) — містечко (tätort, міське поселення) у центральній Швеції в лені Євлеборг. Входить до складу комуни Нурданстіг.

## Географія
Містечко знаходиться у північно-східній частині лена Євлеборг за 300 км на північ від Стокгольма.

## Історія
Щороку 18 травня в містечку відзначається пам'ять святого Еріка. Святкування традиційно проводять з великим багаттям і хоровими піснями.

## Населення
Населення становить 1 182 мешканців (2018).

## Економіка
Містечко відоме підприємством Gränsfors Bruks AB, що було засноване в 1902 році, яке виробляє і продає сокири, з яких 80% експортується в близько 30 країн.

## Спорт
У поселенні базується футбольний клуб ІФК Гнарп.

## Галерея

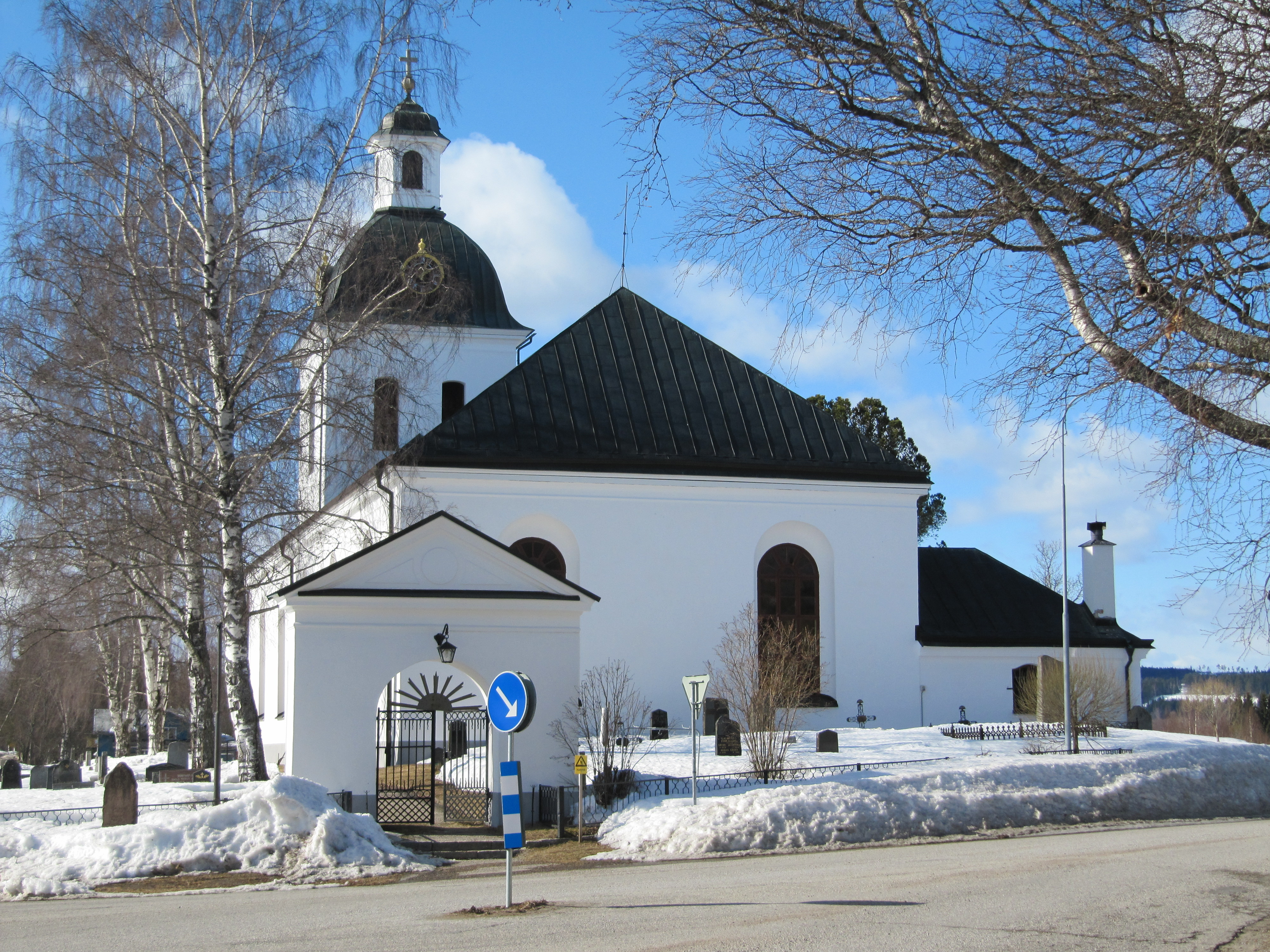
Церква

## Покликання
- Сайт комуни Нурданстіг [Архівовано 23 січня 2022 у Wayback Machine.]